# Дозвольте тебе поцілувати... знову
«Дозвольте тебе поцілувати... знову» — кінофільм режисера Юрія Морозова, що вийшов на екрани в 2008 році. З 2014 року заборонений до показу та поширення в Україні.

## Зміст
У центрі сюжету родина, де і дружина, і чоловік – військові, що служать в одній частині. У них є чудова донька, яку всі в розташуванні називають Мухою. Та ідилія загрожує закінчитися з приїздом нової медсестри, яка поклала око на главу сімейства. Делікатна ситуація розв'яжеться втручанням Мухи, яка рішуче налаштована зберегти шлюб батьків.

## Ролі
| Актор                   | Роль                         |
| ----------------------- | ---------------------------- |
| Марія Куликова          | Наталія Кисельова, прапорщик |
| Ігор Ліфанов            | підполковник Власов          |
| Анастасія Красильникова | -                            |
| Ксенія Баскакова        | -                            |
| Борис Щербаков          | генерал                      |
| Віолетта Вакоріна       | -                            |
| Олександр Ратніков      | -                            |
| Алена Корнєва           | -                            |
| Наталія Колдашова       | -                            |
| Аполлінарія Муравйова   | -                            |

## Знімальна група
- Режисер — Юрій Морозов
- Сценарист — Юрій Морозов
- Продюсер — Родіон Павлючик, Павло Бабин, Михайло Чурбанов

## Заборона до показу та поширення в Україні
У вересні 2014 року Державне агентство України з питань кіно заборонило до показу та поширення в Україні деякі російські фільми, зокрема і «Дозвольте тебе поцілувати... знову». За словами голови відомства Пилипа Іллєнка, рішення прийняте з огляду на події в Україні, через які «ми повинні обмежити вплив російської пропаганди на українського глядача, в той же час Держкіно не має наміру обмежувати показ в Україні російських фільмів, які не несуть загрозу національним інтересам».